# Admontia washingtonae
Admontia washingtonae är en tvåvingeart som först beskrevs av Daniel William Coquillett 1895.  Admontia washingtonae ingår i släktet Admontia och familjen parasitflugor.
Artens utbredningsområde är New Hampshire. Inga underarter finns listade i Catalogue of Life.